# استیونس بارکلیس

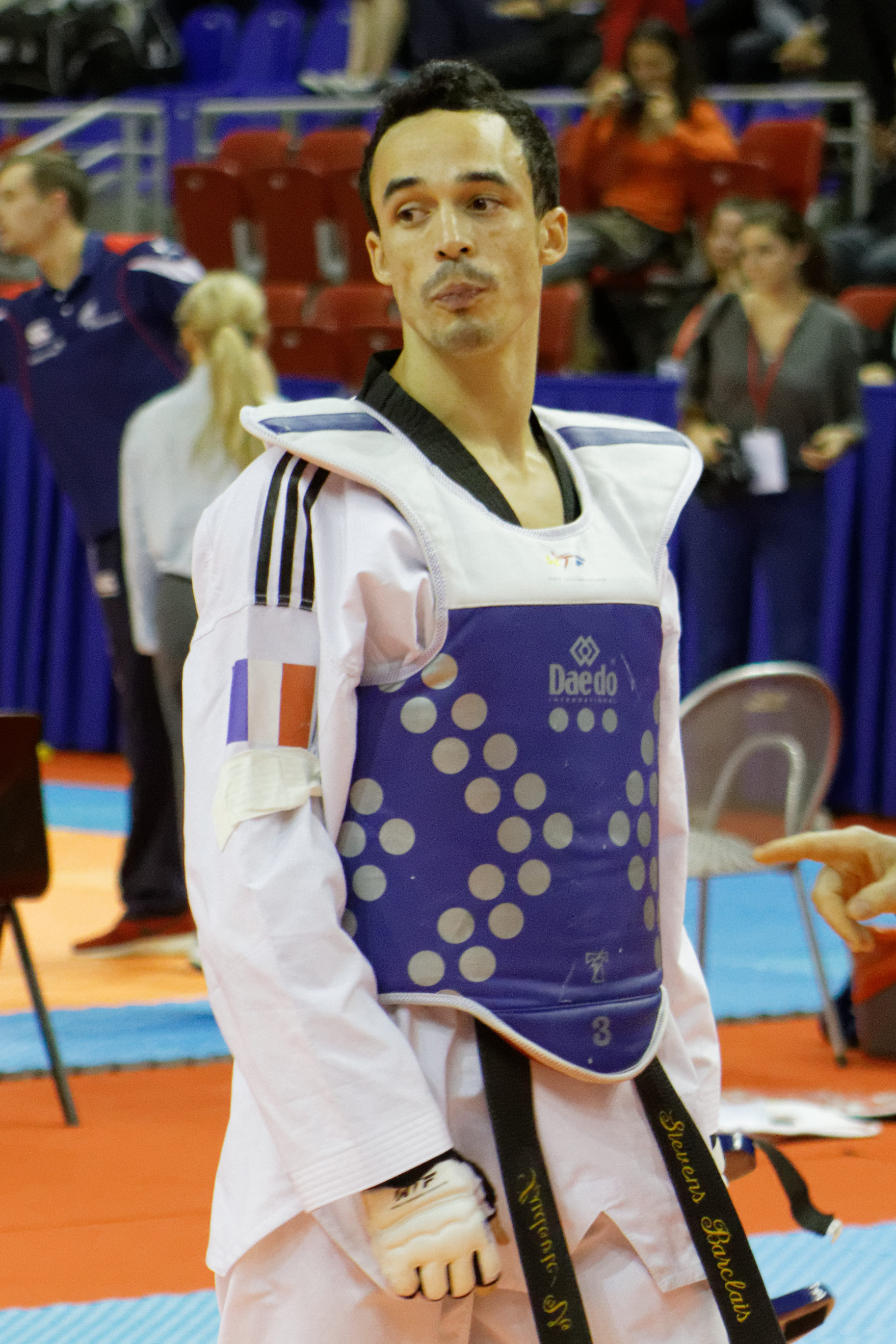
تصویر استیونس بارکلیس

استیونس بارکلیس (انگلیسی: Stevens Barclais؛ زاده ۹ ژوئیه ۱۹۸۴ در سرژی-پونتوآز، ایل-دو-فرانس) یک تکواندوکار فرانسوی است. بارکلیس در مسابقات قهرمانی تکواندو جهان ۲۰۱۳ که در شهر پوئبلای مکزیک برگزار شد، در کلاس سبک‌وزن آقایان (زیر ۶۳ کیلوگرم) مدال برنز را کسب کرد. 